# Oligosarcus oligolepis
Oligosarcus oligolepis är en fiskart som först beskrevs av Steindachner, 1867.  Oligosarcus oligolepis ingår i släktet Oligosarcus och familjen Characidae. Inga underarter finns listade i Catalogue of Life.